# 김현정 (1982년생 희극인)
김현정(1982년 11월 24일 ~ )은 대한민국의 희극 배우이다.

## 학력
- 서울예술대학 극작

## 출연작

### 방송
- 웃찾사 (SBS)
  - 《퀸카만들기 대작전》
  - 《귀여워》
  - 《막둥이》 막둥이
- 코미디빅리그 (tvN)
- 하땅사 (MBC)
- MT왕 (MBC 드라마넷)
- 지식콘서트 내일 (KBS)
- 올댓뮤직 (KBS춘천)

### 유행어
- "제발 눈닫고 귀닫아" - 웃찾사 <막둥이>